# Olympische Sommerspiele 1924/Teilnehmer (Tschechoslowakei)
| Gelbes Symbol für Goldmedaillen mit stilisierten Olympischen Ringen | Graues Symbol für Silbermedaillen mit stilisierten Olympischen Ringen | Braundes Symbol für Bronzemedaillen mit stilisierten Olympischen Ringen |
| ------------------------------------------------------------------- | --------------------------------------------------------------------- | ----------------------------------------------------------------------- |
| 1                                                                   | 4                                                                     | 5                                                                       |

Die Tschechoslowakei nahm an den Olympischen Sommerspielen 1924 in Paris mit einer Delegation von 133 Athleten (129 Männer und 4 Frauen) an 75 Wettkämpfen in 16 Wettbewerben teil.
Die tschechoslowakischen Sportler gewannen eine Gold-, vier Silber- und fünf Bronzemedaillen. Olympiasieger wurde der Turner Bedřich Šupčík im Tauhangeln. Fahnenträger bei der Eröffnungsfeier war der Leichtathlet František Janda-Suk.

## Teilnehmer nach Sportarten

### Fechten
- František Dvořák
Florett: in der 1. Runde ausgeschieden
Säbel Mannschaft: 4. Platz

- Josef Javůrek
Florett: in der 1. Runde ausgeschieden
Degen: in der 1. Runde ausgeschieden

- Josef Jungmann
Degen: in der 1. Runde ausgeschieden
Säbel Mannschaft: 4. Platz

- Jan Tille
Degen: in der 1. Runde ausgeschieden

- Alexandr Bárta
Säbel Mannschaft: 4. Platz

- Luděk Opplt
Säbel Mannschaft: 4. Platz

- Otakar Švorčík
Säbel Mannschaft: 4. Platz

### Fußball
- 9. Platz
Josef Vlček
Rudolf Sloup
Josef Sloup
Emil Seifert
Josef Sedláček
Josef Pleticha
Karel Pešek
Otto Novák
Josef Novák
Ján Novák
Paul Mahrer
Otto Krombholz
František Kolenatý
Josef Jelínek
František Hojer
Antonín Hojer
František Hochman
Jaroslav Červený
Josef Čapek
Trainer: Jaroslav Bezecný

### Gewichtheben
- Antonín Hrabě
Federgewicht: 9. Platz

- Bohumil Durdis
Leichtgewicht: Bronze

- Bohumil Stinný
Halbschwergewicht: Wettkampf nicht beendet

- Jaroslav Skobla
Halbschwergewicht: 8. Platz

- Josef Tomáš
Mittelgewicht: 15. Platz

- František Fišer
Schwergewicht: 16. Platz

### Kunstwettbewerbe
- Jakub Obrovský
- Jean Dušek

### Leichtathletik
- Antonín Svoboda
100 m: im Vorlauf ausgeschieden
Fünfkampf: 25. Platz

- Alois Linka
100 m: im Vorlauf ausgeschieden
200 m: im Vorlauf ausgeschieden

- Karel Přibyl
400 m: im Vorlauf ausgeschieden
800 m: im Vorlauf ausgeschieden

- Vilém Šindler
800 m: im Vorlauf ausgeschieden
1500 m: im Vorlauf ausgeschieden

- Eduard Riedl
800 m: im Vorlauf ausgeschieden

- Karel Nedobitý
5000 m: im Vorlauf ausgeschieden

- Emil Kalous
Marathon: Rennen nicht beendet

- Josef Eberle
Marathon: Rennen nicht beendet

- Boris Honzátko
Marathon: Rennen nicht beendet

- Otakar Jandera
110 m Hürden: im Halbfinale ausgeschieden

- Jan Plichta
10.000 m Gehen: im Vorlauf ausgeschieden

- Josef Machaň
Hochsprung: 15. Platz
Weitsprung: 25. Platz

- Mikuláš Kucsera
Hochsprung: Wettkampf nicht beendet

- František Fuhrherr-Nový
Stabhochsprung: 15. Platz

- Alois Sobotka
Weitsprung: 18. Platz

- František Janda-Suk
Diskuswurf: 29. Platz

- Jiří Svoboda
Speerwurf: Wettkampf nicht beendet

- Mór Kóczán
Speerwurf: 23. Platz

### Moderner Fünfkampf
- Karel Tůma
Einzel: 37. Platz

- Jindřich Lepiere
Einzel: 37. Platz

### Radsport
- Antonín Perič
Straßenrennen: 32. Platz
Straße Mannschaftswertung: 11. Platz

- Antonín Charvát
Straßenrennen: 44. Platz
Straße Mannschaftswertung: 11. Platz

- Karel Červenka
Straßenrennen: 40. Platz
Straße Mannschaftswertung: 11. Platz

- František Kundert
Straßenrennen: Rennen nicht beendet
Straße Mannschaftswertung: 11. Platz

- Miloš Knobloch
Bahn Sprint: im Vorlauf ausgeschieden
4000 m Mannschaftsverfolgung: 7. Platz

- Oldřich Červinka
Bahn Sprint: im Vorlauf ausgeschieden
4000 m Mannschaftsverfolgung: 7. Platz

- Karel Pechan
4000 m Mannschaftsverfolgung: 7. Platz

- Jaroslav Brož
Bahn 50 km: Rennen nicht beendet
4000 m Mannschaftsverfolgung: 7. Platz

### Reiten
- Emanuel Thiel
Dressur: 6. Platz

- František Donda
Dressur: 11. Platz

- Otto Schöniger
Dressur: 18. Platz

- Jaroslav Hanf
Dressur: 19. Platz

- Josef Rabas
Springreiten: ausgeschieden
Springreiten Mannschaft: ausgeschieden

- Rudolf Popler
Springreiten: 23. Platz
Springreiten Mannschaft: ausgeschieden

- Oldřich Buchar
Springreiten: 34. Platz
Springreiten Mannschaft: ausgeschieden

- František Statečný
Vielseitigkeit: ausgeschieden
Vielseitigkeit Mannschaft: ausgeschieden

- Matěj Pechman
Vielseitigkeit: ausgeschieden
Vielseitigkeit Mannschaft: ausgeschieden

- Bedřich John
Vielseitigkeit: ausgeschieden
Vielseitigkeit Mannschaft: ausgeschieden

- Josef Charous
Vielseitigkeit: 32. Platz
Vielseitigkeit Mannschaft: ausgeschieden

### Ringen
- Jan Bozděch
Bantamgewicht, griechisch-römisch: in der 3. Runde ausgeschieden

- Antonín Skopový
Bantamgewicht, griechisch-römisch: in der 3. Runde ausgeschieden

- František Řezáč
Federgewicht, griechisch-römisch: in der 3. Runde ausgeschieden

- František Dyršmíd
Federgewicht, griechisch-römisch: in der 3. Runde ausgeschieden

- František Kratochvíl
Leichtgewicht, griechisch-römisch: 5. Platz

- Josef Beránek
Leichtgewicht, griechisch-römisch: in der 3. Runde ausgeschieden

- Oldřich Pštros
Mittelgewicht, griechisch-römisch: in der 4. Runde ausgeschieden

- František Pražský
Mittelgewicht, griechisch-römisch: in der 3. Runde ausgeschieden

- František Tázler
Halbschwergewicht, griechisch-römisch: in der 3. Runde ausgeschieden

### Schießen
- Emil Werner
Schnellfeuerpistole 25 m: 39. Platz
Kleinkaliber liegend 50 m: 52. Platz

- Josef Pavlík
Schnellfeuerpistole 25 m: 46. Platz

- Jaroslav Mach
Schnellfeuerpistole 25 m: 49. Platz
Freies Gewehr 600 m: 35. Platz
Freies Gewehr Mannschaft: 14. Platz

- Josef Kruz
Schnellfeuerpistole 25 m: 55. Platz

- Josef Sucharda
Freies Gewehr 600 m: 35. Platz
Freies Gewehr Mannschaft: 14. Platz
Kleinkaliber liegend 50 m: 41. Platz
Laufender Hirsch Einzelschuss 100 m: 31. Platz
Laufender Hirsch Doppelschuss 100 m: 20. Platz
Laufender Hirsch Doppelschuss 100 m Mannschaft: 6. Platz

- Rudolf Jelen
Freies Gewehr 600 m: 46. Platz
Kleinkaliber liegend 50 m: 36. Platz
Laufender Hirsch Einzelschuss 100 m: 28. Platz
Laufender Hirsch Doppelschuss 100 m: 15. Platz
Laufender Hirsch Doppelschuss 100 m Mannschaft: 6. Platz

- František Čermák
Freies Gewehr 600 m: 60. Platz
Freies Gewehr Mannschaft: 14. Platz

- Josef Kozlík
Freies Gewehr Mannschaft: 14. Platz

- Antonín Byczanski
Freies Gewehr Mannschaft: 14. Platz
Kleinkaliber liegend 50 m: 47. Platz

- Miloslav Hlaváč
Laufender Hirsch Einzelschuss 100 m: 17. Platz
Laufender Hirsch Doppelschuss 100 m: 19. Platz
Laufender Hirsch Doppelschuss 100 m Mannschaft: 6. Platz

- Josef Hosa
Laufender Hirsch Einzelschuss 100 m: 30. Platz
Laufender Hirsch Doppelschuss 100 m: 27. Platz
Laufender Hirsch Doppelschuss 100 m Mannschaft: 6. Platz

- Antonín Siegl
Trap: Wettkampf nicht beendet
Trap Mannschaft: 12. Platz

- František Schuster
Trap: Wettkampf nicht beendet

- Kurt Riedl
Trap: Wettkampf nicht beendet
Trap Mannschaft: 12. Platz

- Pavel Mach
Trap Mannschaft: 12. Platz

- Richard Klier
Trap Mannschaft: 12. Platz

- Antonín Jílek
Trap Mannschaft: 12. Platz

- Bruno Frank
Trap Mannschaft: 12. Platz

### Schwimmen
Männer
- Viktor Legát
100 m Freistil: im Vorlauf ausgeschieden
100 m Rücken: im Vorlauf ausgeschieden
4-mal-200-Meter-Freistilstaffel: im Vorlauf ausgeschieden

- Stanislav Bičák
100 m Freistil: im Vorlauf ausgeschieden
400 m Freistil: im Vorlauf ausgeschieden
4-mal-200-Meter-Freistilstaffel: im Vorlauf ausgeschieden

- Július Balász
100 m Freistil: im Vorlauf ausgeschieden

- Václav Antoš
400 m Freistil: im Halbfinale ausgeschieden
1500 m Freistil: im Vorlauf ausgeschieden
4-mal-200-Meter-Freistilstaffel: im Vorlauf ausgeschieden

- Rudolf Piowatý
200 m Brust: im Halbfinale ausgeschieden
4-mal-200-Meter-Freistilstaffel: im Vorlauf ausgeschieden

- Jaroslav Müller
200 m Brust: im Vorlauf ausgeschieden

Frauen
- Eva Chaloupková
400 m Freistil: im Halbfinale ausgeschieden

- Jarmila Müllerová
100 m Rücken: 5. Platz

- Běla Drážková
200 m Brust: im Vorlauf ausgeschieden

### Segeln
- Eduard Bürgmeister
Monotyp 1924: Regatta nicht beendet

### Tennis
- Jan Koželuh
Einzel: in der 3. Runde ausgeschieden
Doppel: im Achtelfinale ausgeschieden

- Pavel Macenauer
Einzel: in der 3. Runde ausgeschieden

- Friedrich Rohrer
Einzel: in der 1. Runde ausgeschieden
Doppel: in der 2. Runde ausgeschieden

- Ladislav Žemla
Einzel: in der 2. Runde ausgeschieden
Doppel: im Achtelfinale ausgeschieden

- Ernst Gottlieb
Doppel: in der 2. Runde ausgeschieden

### Turnen
- Robert Pražák
Einzelmehrkampf: Silber 
Pferdsprung: 9. Platz
Barren: Silber 
Reck: 9. Platz
Ringe: Silber 
Seitpferd: 13. Platz
Tauhangeln: 13. Platz
Seitpferdsprung: 8. Platz
Mannschaftsmehrkampf: Wettkampf nicht beendet

- Bedřich Šupčík
Einzelmehrkampf: Bronze 
Pferdsprung: 15. Platz
Barren: 9. Platz
Reck: 16. Platz
Ringe: 5. Platz
Seitpferd: 24. Platz
Tauhangeln: Gold 
Seitpferdsprung: 6. Platz
Mannschaftsmehrkampf: Wettkampf nicht beendet

- Ladislav Vácha
Einzelmehrkampf: 6. Platz
Pferdsprung: 10. Platz
Barren: 6. Platz
Reck: 39. Platz
Ringe: Bronze 
Seitpferd: 17. Platz
Tauhangeln: Bronze 
Seitpferdsprung: 6. Platz
Mannschaftsmehrkampf: Wettkampf nicht beendet

- Jan Koutný
Einzelmehrkampf: 11. Platz
Pferdsprung: Silber 
Barren: 11. Platz
Reck: 35. Platz
Ringe: 7. Platz
Seitpferd: 22. Platz
Tauhangeln: 24. Platz
Seitpferdsprung: 12. Platz
Mannschaftsmehrkampf: Wettkampf nicht beendet

- Bohumil Mořkovský
Einzelmehrkampf: 13. Platz
Pferdsprung: Bronze 
Barren: 13. Platz
Reck: 41. Platz
Ringe: 6. Platz
Seitpferd: 31. Platz
Tauhangeln: 18. Platz
Seitpferdsprung: 23. Platz
Mannschaftsmehrkampf: Wettkampf nicht beendet

- Stanislav Indruch
Einzelmehrkampf: Wettkampf nicht beendet
Barren: 18. Platz
Reck: 19. Platz
Mannschaftsmehrkampf: Wettkampf nicht beendet

- Miroslav Klinger
Einzelmehrkampf: 5. Platz
Pferdsprung: 7. Platz
Barren: 10. Platz
Reck: 26. Platz
Ringe: 11. Platz
Seitpferd: 7. Platz
Tauhangeln: 24. Platz
Seitpferdsprung: 12. Platz
Mannschaftsmehrkampf: Wettkampf nicht beendet

- Josef Kos
Einzelmehrkampf: Wettkampf nicht beendet
Barren: 7. Platz
Reck: 15. Platz
Mannschaftsmehrkampf: Wettkampf nicht beendet

### Wasserball
- 6. Platz
František Vacín
Josef Tomášek
Jiří Reitman
Vojtech Neményi
František Kůrka
Hugo Klempfner
Jan Hora
František Franěk
Ladislav Ankert

### Wasserspringen
Männer
- Július Balász
3 m Kunstspringen: 9. Platz

Frauen
- Aloisie Krongeigerová
3 m Kunstspringen: in der Vorrunde ausgeschieden